# Rags to Riches
Rags to Riches (Pobrezas y riquezas/Los millonarios en Hispanoamérica, Época de cambios en España) fue un programa de televisión transmitido por NBC entre 1987 y 1988, protagonizado por Joseph Bologna en el papel de Nick Foley, un hombre de negocios y playboy que quiere desarrollar una imagen de hombre de familia, por lo que adopta 5 huérfanas y las lleva a vivir a su mansión en Bel-Air, California, la cual comparte con su mayordomo Clapper (Douglas Seale). Originalmente no pensaba quedarse con las niñas pero luego estas le roban el corazón y decide tenerlas junto a él.
Las 6 chicas son:
- Tisha Campbell como Marva, una afrodescendiente abandonada por sus tíos; podría decirse que es la líder del grupo.
- Briget Michele como Diane, una rubia coqueta que acapara cuanto chico le agrade.
- Bianca De Garr como Patti, es la más temperamental, aunque en un capítulo encuentra a su madre biológica decide no volver con ella.
- Heather McAdam como Nina (solo participó en el primer episodio).
- Kimiko Gelman como Rose, cuya madre se suicidó aventándose a las vías del tren.
- Heidi Zeigler como Mickey, la más pequeña, siempre protegida por Patti.

## De interés
- El capítulo piloto también se editó en formato de 96 minutos y subtitulado en español con el título de "De Harapientas a Millonarias".
- La voz de Nick Foley fue doblada por el actor A.D. Santos, quien ya había trabajado antes en películas y series de Walt Disney.
- Heater McAdam, actuó únicamente en el primer episodio, ya que los productores consideraron que había demasiadas chicas en el reparto, por lo que en el siguiente capítulo, durante la trama, se explica que había regresado con su familia.
- Tisha Campbell actuó en las películas Fiesta En Casa (House Party) y su secuela Fiesta En Casa 2 (House Party 2).
- La serie contó con solo 21 capítulos, ya que fue cancelada. El último capítulo se relacionó con la crisis de misiles cubanos en la época de John F. Kennedy.
- Fue la primera serie televisiva que solo incorporó canciones en su trama. Sin embargo, dichas canciones de las décadas de 1950 y 1960 fueron reescritas en sus letras a fin de que estuvieran acordes con el desarrollo y situaciones de cada capítulo.
- El primer capítulo de la primera temporada fue recortado para su emisión en español.
- El primer capítulo de la segunda temporada fue dividido en dos partes para su emisión en español.
- No ha podido lanzarse una edición en DVD debido a que el remover los temas musicales supone un enorme costo, tal como ocurre en la serie Los años maravillosos (también distribuida por la 20th Century Fox)[1]

## Doblaje al español
| Personaje     | Actor Original (Estados Unidos) | Actor de doblaje (Hispanoamérica - México) | Actor de doblaje (España)       |                |
| ------------- | ------------------------------- | ------------------------------------------ | ------------------------------- | -------------- |
| Nick Foley    | Joseph Bologna                  | José Lavat                                 | Alfonso Vallés                  |                |
| John Clapper  | Douglas Seale                   |                                            | José María Angelat (ep. piloto) |                |
| Rose          | Kimiko Gelman                   | Araceli de León                            |                                 | Victoria Ramos |
| Diane         | Bridget Michele                 |                                            | María del Mar Tamarit           |                |
| Marva         | Tisha Campbell-Martin           |                                            | Juana Molina                    |                |
| Patti         | Blanca De Garr                  | Gabriela Willert                           | Samantha Valdivieso Gispert     |                |
| Mickey        | Heidi Zeigler                   | Gabriela Willert                           | Mónica Padrós                   |                |
| Nina          | Heather McAdam                  |                                            | Susana Macías                   |                |
| Viktor Leskov | Joseph Mascolo                  | Rubén Moya                                 |                                 |                |
| Tom Honkerson | John Bennett Perry              | Álvaro Tarcisio                            |                                 |                |

## Capítulos
Se mencionan los títulos tanto en español como en su idioma original:
Primera temporada.
1x01 - (Piloto)/(Pilot)
1x02 - Alta sociedad/High Society.
1x03 - Foley contra Foley/Foley Vs. Foley.
1x04 - Mi primer amor/First Love.
1x05 - Negocios son negocios/Business is Business.
1x06 - La madre de Patty/Patty's Mom.
1x07 - Mala sangre - Bad Blood.
1x08 - Nacida para pasear/Born to Ride.
Segunda temporada.
2x01 - Rock en Las Vegas (Parte 1)/Vegas Rock.
2x02 - Rock en Las Vegas (Parte 2)/Vegas Rock.
2x03 - Salvavidas/Once in a Lifeguard.
2x04 - La trampa/That's Cheating.
2x05 - Blues/Wildernes Blues.
2x06 - Querido diario/Drear Diary.
2x07 - Pedazo en la casa/Hunk in the House.
2x08 - Marva en clave de C/Marva in the Key of Cee.
2x09 - La bella y el bebé/Beauty and the Babe.
2x10 - Viaje a Rusia/A Russian Holiday.
2x11 - Una Navidad Foley/A very Foley Christmas.
2x12 - Adivina quién viene a dormir/Guess Who's Coming to Slumber?
2x13 - Fiesta de presentación/Sweet sixteen.

## Ediciones
- De Harapientas a Millonarias. Formato Beta. Subtitulado. Video Azteca. México. (Capítulo piloto de 2 horas)